# Arzembouy
Arzembouy ist eine französische Gemeinde mit 69 Einwohnern (Stand 1. Januar 2022) im Département Nièvre in der Region Bourgogne-Franche-Comté (vor 2016 Bourgogne). Sie gehört zum Arrondissement Cosne-Cours-sur-Loire und zum Kanton La Charité-sur-Loire (bis 2015 Kanton Prémery).

## Nachbargemeinden
Arzembouy liegt etwa 27 Kilometer nordöstlich von Nevers.
Nachbargemeinden von Arzembouy sind Champlemy im Norden, Chazeuil und Authiou im Nordosten, Arthel im Osten, Giry im Süden sowie Saint-Bonnot im Westen.

## Bevölkerungsentwicklung
| Jahr                       | 1962 | 1968 | 1975 | 1982 | 1990 | 1999 | 2006 | 2011 | 2016 |
| Einwohner                  | 177  | 170  | 145  | 117  | 85   | 92   | 83   | 73   | 69   |
| Quellen: Cassini und INSEE |      |      |      |      |      |      |      |      |      |

## Verkehr
Arzembouy hatte früher einen Bahnhalt an der inzwischen stillgelegten Bahnstrecke Clamecy–Nevers.

## Sehenswürdigkeiten

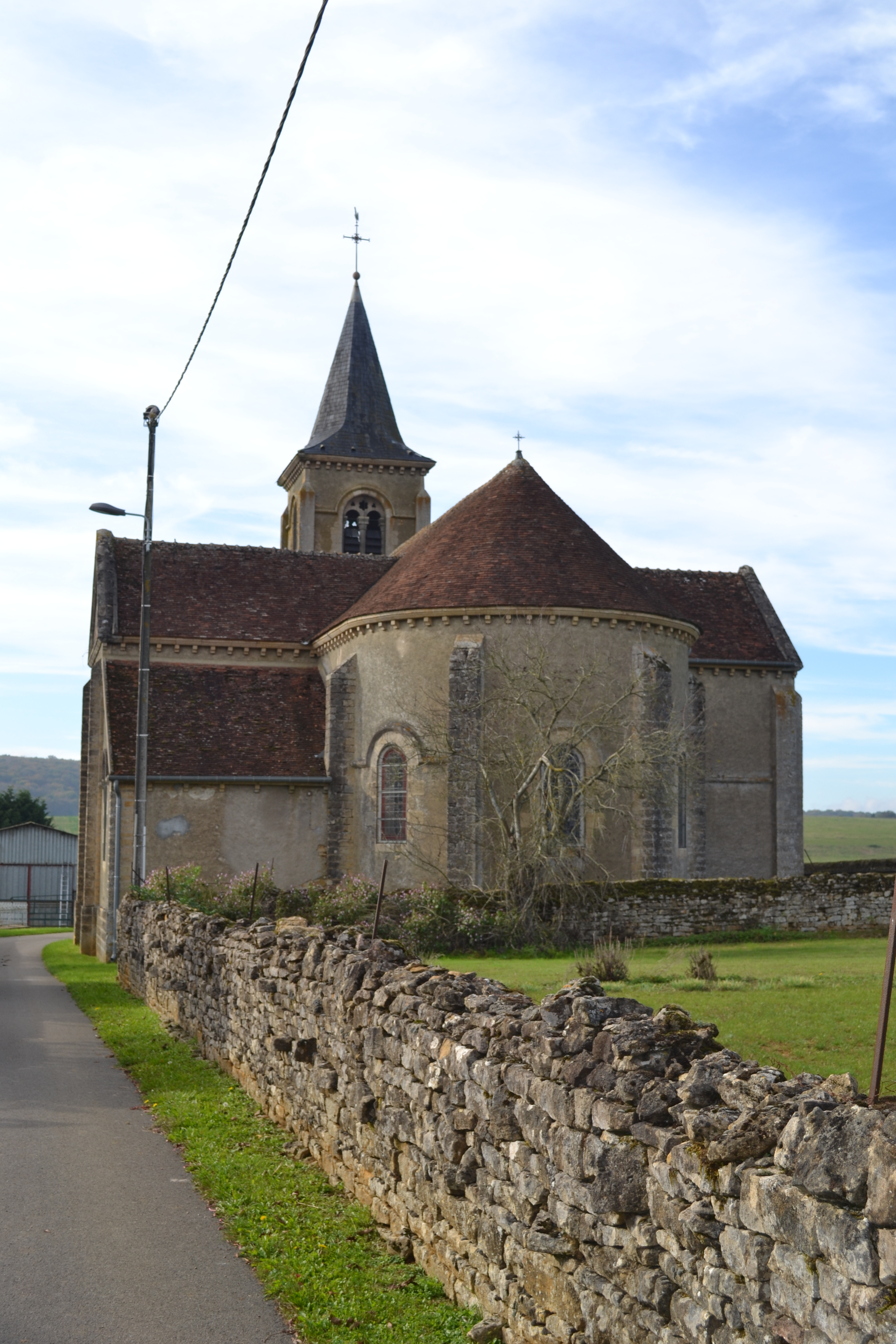
Kirche Saint-Médard

- Kirche Saint-Médard aus dem 19. Jahrhundert